# Barlt
Barlt er en by og kommune i det nordlige Tyskland, beliggende i Amt Mitteldithmarschen i den centrale del af Kreis Dithmarschen. Kreis Dithmarschen ligger i den sydvestlige del af delstaten Slesvig-Holsten.

## Geografi
Barlt ligger i marsken i den sydlige del af Ditmarsken ved Bundesstraße 5 mellem Meldorf og Marne. Kommunen område strækker sig fra Nordsøen til randen af gesten

### Nabokommuner
Nabokommuner er (med uret fra nord) kommunerne Busenwurth, Gudendorf, Sankt Michaelisdonn, Volsemenhusen, Trennewurth og Kronprinzenkoog (alle i Kreis Dithmarschen).